# 노이에 갤러리

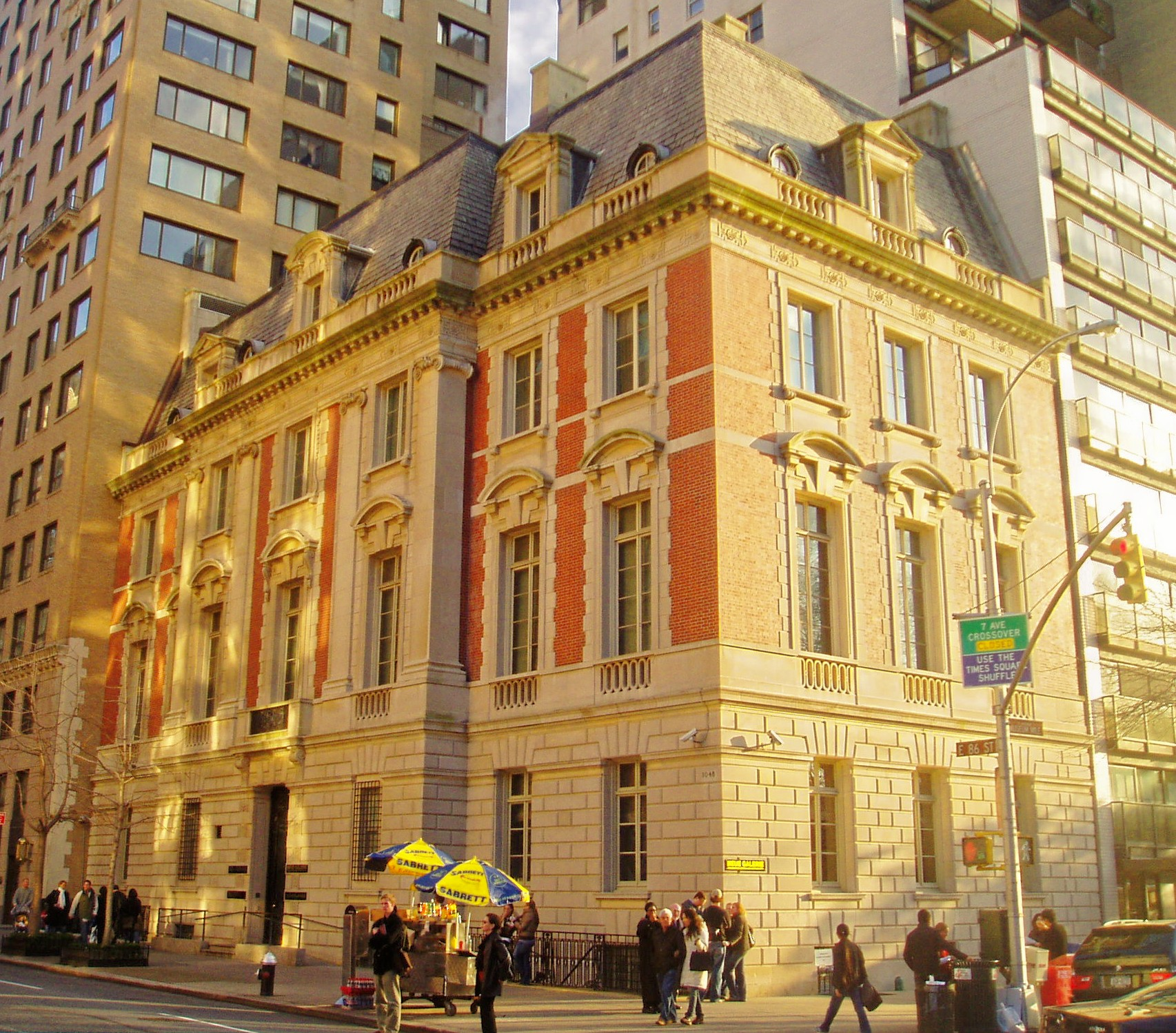
노이에 갤러리

노이에 갤러리(Neue Galerie)는 뉴욕 5번로와 86번가 사이에 위치한 미술관이다. 미술관의 이름은 독일어로 New Gallery라는 뜻이다. 20세기 초반 독일, 오스트리아 작품들이 주로 전시되어 있다.